# Etna (Missouri)
Etna est une communauté non-incorporée dans le comté de Scotland, au Missouri. Il se trouve à une altitude de 755 pieds (230 m).

## Histoire
La première implantation à Etna a eu lieu dès 1855 par des colons allemands. Etna, qui porte le nom du volcan sicilien, a été décrite et étudiée en avril 1865 par Andrew Hunt.
Etna a été le lieu d'une petite escarmouche au début de la guerre de Sécession. Le 21 juillet 1861, le 1st Northeast Missouri Home Guards (en) sous les ordres du colonel David Moore avec l'aide d'escouades supplémentaires de l'Iowa et de l'Illinois a attaqué les forces confédérées de la Garde de l'Etat du Missouri (MSG) à Etna. L'action faisait partie de l'initiative du général Nathaniel Lyon visant à dégager les «rebelles» du Missouri rural. Après une brève bataille, les forces du MSG, la plupart des cavaliers légèrement armés, ont été chassés de la ville et des régions environnantes du comté de Scotland et l'unité de Moore est revenue à sa base principale à Athens, dans le Missouri.